# Alexander Nagel
Alexander Rudolf Walther Nagel (* 10. Juli 1925 in Pforzheim; † 23. März 2012 in Dossenheim) war ein deutscher Architekt und Politiker (FDP).

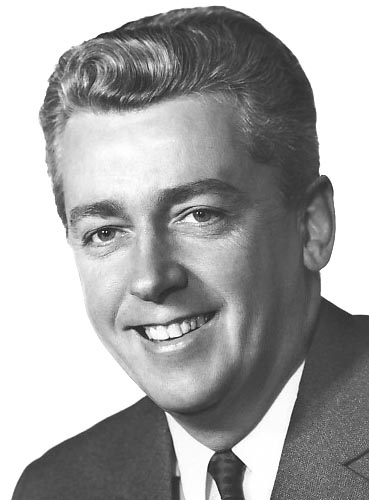
Alexander Nagel (1971)

## Leben und Beruf
Aus bürgerlich-protestantischem Elternhaus stammend, war Alexander Nagel der älteste Sohn der Eheleute Cläre Nagel geb. Amolsch und des Volkswirtschaftslehrers Hermann Nagel (1892–1970). Nach Besuch des Kurfürst-Friedrich Gymnasium Heidelberg erhielt er mit seinem Einzug in Arbeits- und Wehrdienst 1943 das Notabitur. Er wurde 1945 verwundet und geriet in Kriegsgefangenschaft bis 1946. Er begann das Studium der Rechts- und Staatswissenschaften an der Universität Heidelberg sowie das der Architektur und des Städtebaues an der Universität Karlsruhe, das er mit Ablegung der 1. und 2. Staatsprüfung als Regierungsbaumeister abschloss. Nach Tätigkeit in verschiedenen Städten Nordbadens in der staatlichen Hochbauverwaltung war er ab 1966 Stellv. Leiter des Staatlichen Hochbauamtes I in Heidelberg. Im Februar 1969 wurde er zum Amtsvorstand des Staatlichen Hochbauamtes II (Sonderbauamt) Heidelberg ernannt. Bis zu seinem Ruhestand im September 1990 zeichnete er verantwortlich für Betreuung und Bau von über 2800 Gebäuden in Nordbaden, darunter der Neubau der Bundesakademie für Wehrverwaltung und Wehrtechnik in Mannheim.

## Politik
Seine politische Karriere begann 1949 mit dem Beitritt zu den Jungdemokraten, zu deren Bezirkvorsitzendem Nordbaden er 1950 gewählt wurde. 1952 wurde er Mitglied der FDP; ab 1964 war er Vorsitzender des FDP-Kreisverbandes Heidelberg-Land sowie ab 1965 Kreisrat und Fraktionsvorsitzender des Kreistages Rhein-Neckar und Mitglied des Gemeinderats von Dossenheim. 1968 wurde er im Landtagswahlkreis-Heidelberg-Land als Landtagsabgeordneter in den Landtag von Baden-Württemberg gewählt. Nach seiner Wiederwahl 1972 war er 1. Stellvertretender Fraktionsvorsitzender der FDP im baden-württembergischen Landtag. Er gehörte dem Landtag bis zum Ende der 6. Wahlperiode 1976 an. Er engagierte sich dort als Mitglied des kulturpolitischen Ausschusses, des Petitionsausschusses und des Finanzausschusses.